# Max vil skilles
Max vil skilles er en amerikansk stumfilm fra 1917 af Max Linder.

## Medvirkende
- Max Linder som Max
- Martha Mansfield
- Helen Ferguson
- Francine Larrimore
- Ernest Maupain